# Јастшембје-Здрој
Јастшембје-Здрој (пољ. Jastrzębie-Zdrój) је град у Пољској у Војводству Шлеском са статусом повјата. Према попису становништва из 2011. у граду је живело 92.465 становника.

## Становништво
Према прелиминарним подацима са пописа, у граду је 2011. живело 92.465 становника.
| 2002.  | 2011.  | 2012.  |
| ------ | ------ | ------ |
| 97.116 | 92.465 | 91.723 |

## Партнерски градови
- Ибенбирен
- Туркоан
- Хавиржов
- Карвина